# Ann Bancroft
|  | No s'ha de confondre amb Anne Bancroft. |

Ann Bancroft (Mendota Heights, 29 de setembre de 1955) és una escriptora, exploradora i docent nord-americana. Va ser la primera dona a culminar amb èxit un nombre d'àrdues expedicions a l'Àrtida i a l'Antàrtida. Va ser nomenada membre honorària del Saló de la Fama Nacional de la Dona el 1995.

## Biografia
Ann Bancroft es va criar a Saint Paul, Minnesota. El 1986 va participar en una expedició internacional al pol Nord. Va arribar al pol amb cinc companys més després de 56 dies. Això la va convertir en la primera dona a arribar al pol Nord a peu. També va ser la primera dona a esquiar a Groenlàndia.
El 1993 Bancroft va liderar una expedició de quatre dones al pol Sud en esquís, primera expedició en la història d'aquest tipus. El 2001, Ann i l'aventurera noruega Liv Arnesen es van convertir en les primeres dones a esquiar a l'Antàrtida.
Actualment és propietària d'una companyia d'exploració anomenada Bancroft Arnesen Explore, al costat de l'esmentada Liv Arnesen. El març de 2007, Bancroft i Arnesen prendrien part en una expedició per l'oceà Àrtic amb la finalitat de corroborar el dany ecològic present a la zona. No obstant això, d'acord amb The Washington Post, l'expedició va haver de cancel·lar-se després que Arnesen sofrís congelacions en tres dits, a més del dany de les bateries en alguns dels seus equips electrònics a causa de les inclements baixes temperatures.
Bancroft ha rebut una gran quantitat de premis i reconeixements. És obertament lesbiana i el 2006 va iniciar una campanya a Minnesota per la prohibició del matrimoni entre parelles del mateix sexe.